# Палаццо Микьель-дель-Бруза
Пала́ццо Микье́ль-дель-Бруза́ (итал. Palazzo Michiel del Brusà) — дворец в Венеции, расположен в квартале Каннареджо,  с видом на Гранд-канал. 

## История
В 1774 году дворец был полностью опустошен пожаром, возникшим из-за халатности горничной, позже он был перестроен. Важными элементами фасада являются два водных портала на первом этаже и четыре светлых окна, декорированные трехцветными готическими цветочками на краю арки.

## Примечания

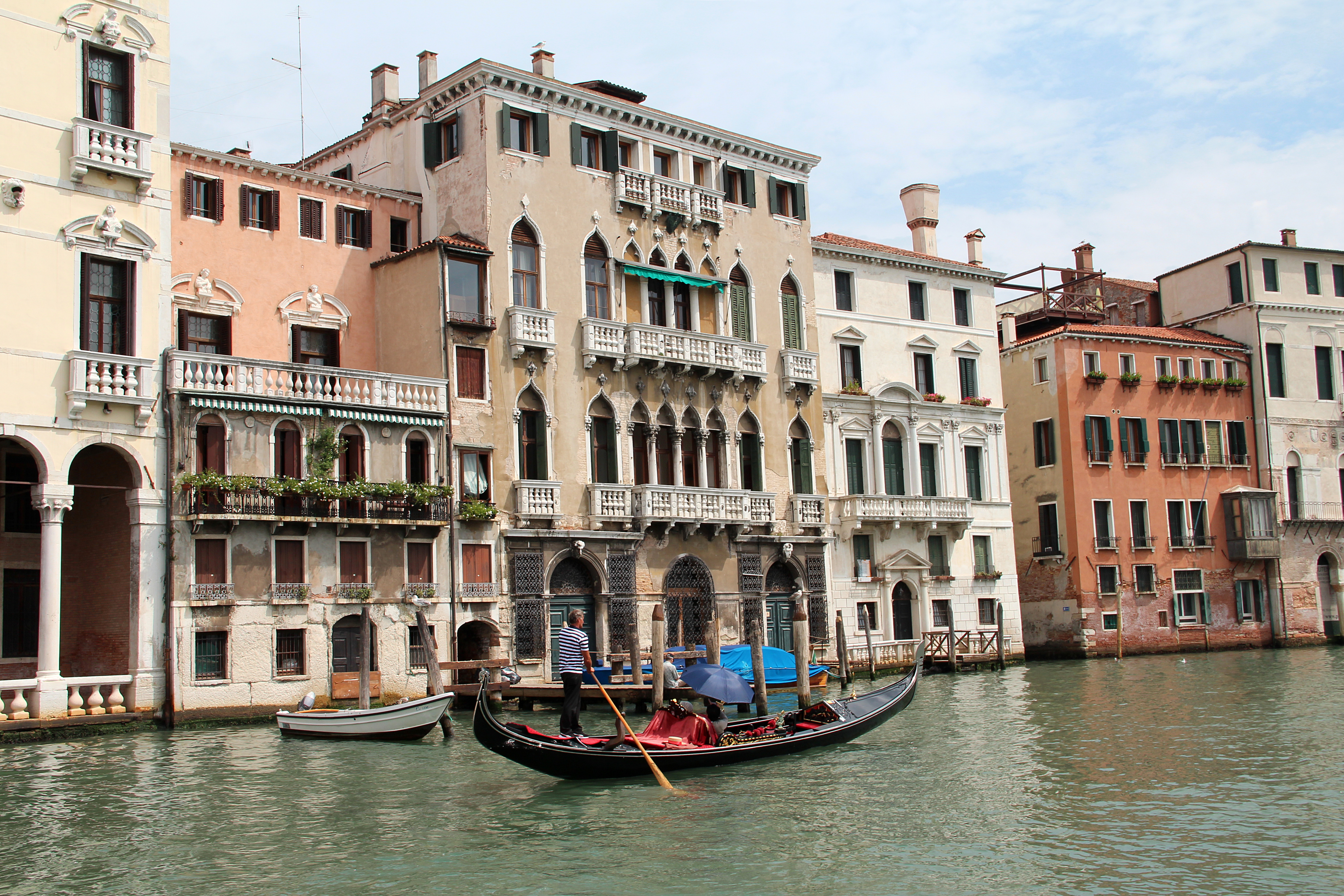
Гондольер плывет по Гранд-каналу перед Палаццо Мишель дель Брюса в Венеции.